# Česko-uruguayské vztahy
Diplomatické styky mezi Českem a Uruguayí byly navázány ještě za dob Československa. V Uruguayi také žijí někteří čeští přistěhovalci.[zdroj?]
Česko je v Uruguayi akreditováno ze svého velvyslanectví v argentinském Buenos Aires a má honorární konzulát v Montevideu. Uruguay je v Česku akreditována ze svého velvyslanectví v rakouské Vídni a má honorární konzulát v Praze.

## Dohody
Mezi oběma zeměmi bylo uzavřeno několik dohod:
- Smlouva o podpoře a ochraně investic (1996)
- Obchodní dohoda (1996)